# Purón
Purón es una parroquia del concejo asturiano de Llanes. Se localiza en la zona central del concejo, con una extensión de 11,84 km², la mayoría de los mismos con fuertes pendientes ya que se encuentra en la sierra del Cuera. Al noreste de la parroquia hay un precioso valle en el que se localiza el único núcleo habitado del concejo, Purón donde residen 38 personas (INE, 2009). Sólo hay una carretera, la LLN-5, que acaba en el pueblo, comunicándolo por esta vía con la N-634.
El pueblo, situado a unos 11 km de Llanes, en las faldas de la Sierra del Cuera, goza de bellos ejemplos de arquitectura popular y de indianos y se encuentra muy cerca del nacimiento del río Purón, de fácil acceso y recorrido; estupendo paseo, que bordea el río entre una frondosa vegetación.
La iglesia parroquial está dedicada a San Miguel. Celebran sus fiestas en San Antonio el 13 de junio y en San Miguel el 29 de septiembre.

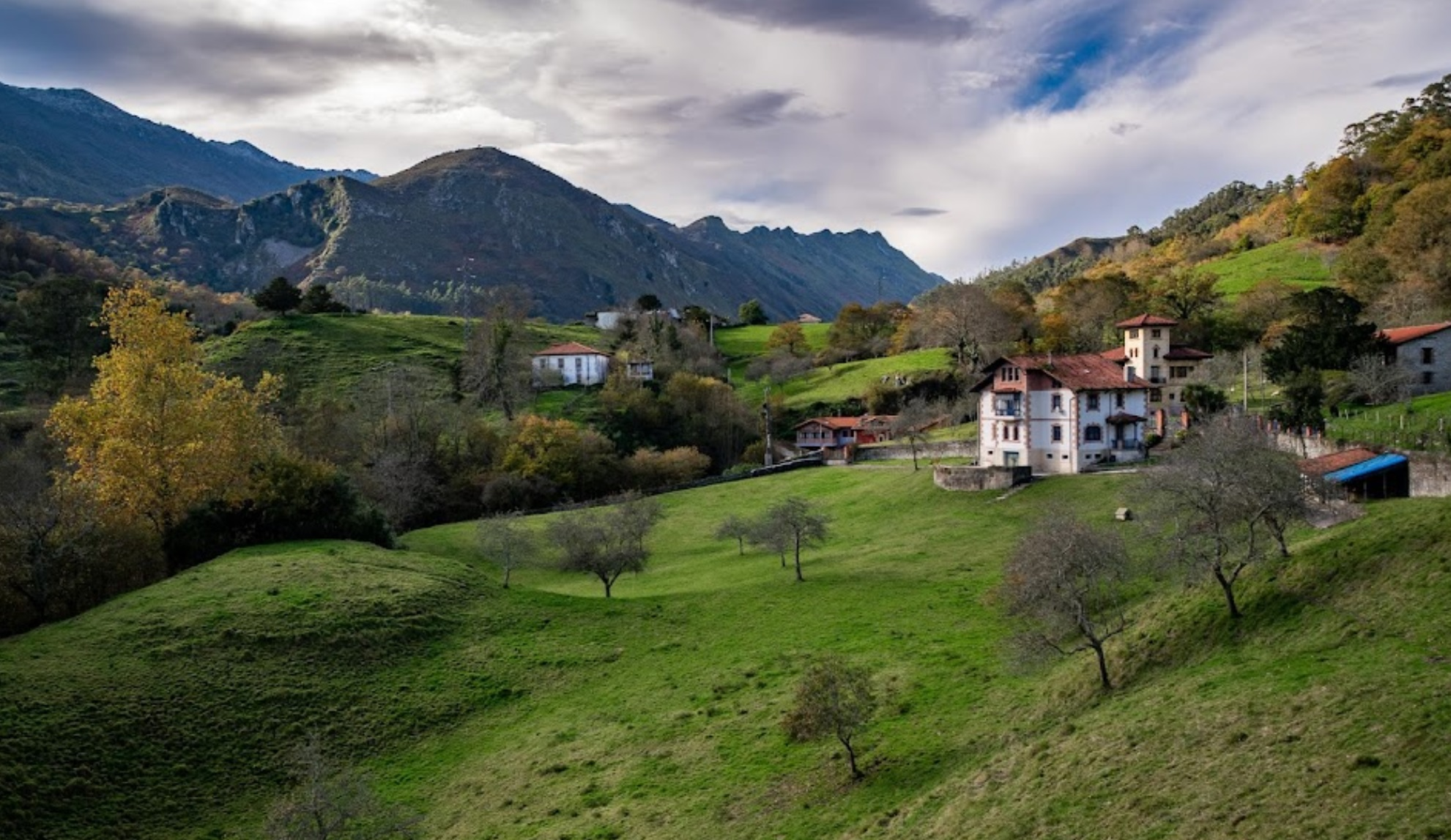
Pueblo de Purón

## Demografía
Según los datos recogidos en el año 2021, Purón cuenta con una población de 24 habitantes (14 mujeres y 10 hombres).   
Como la mayoría de pueblos del concejo de Llanes, Purón ha sufrido tal descenso de población que existen más viviendas que habitantes.
A continuación, se muestra la evolución demográfica desde el año 2000:  
| Gráfica de evolución demográfica de Purón entre 2000 y 2021                              |
|                                                                                          |
| Fuente: Instituto Nacional de Estadística de España - Elaboración gráfica por Wikipedia. |

## Cine
La parroquia sale en la película You're the one dirigida por José Luis Garci en el año 2000